# 줄리아노 메르 카미스

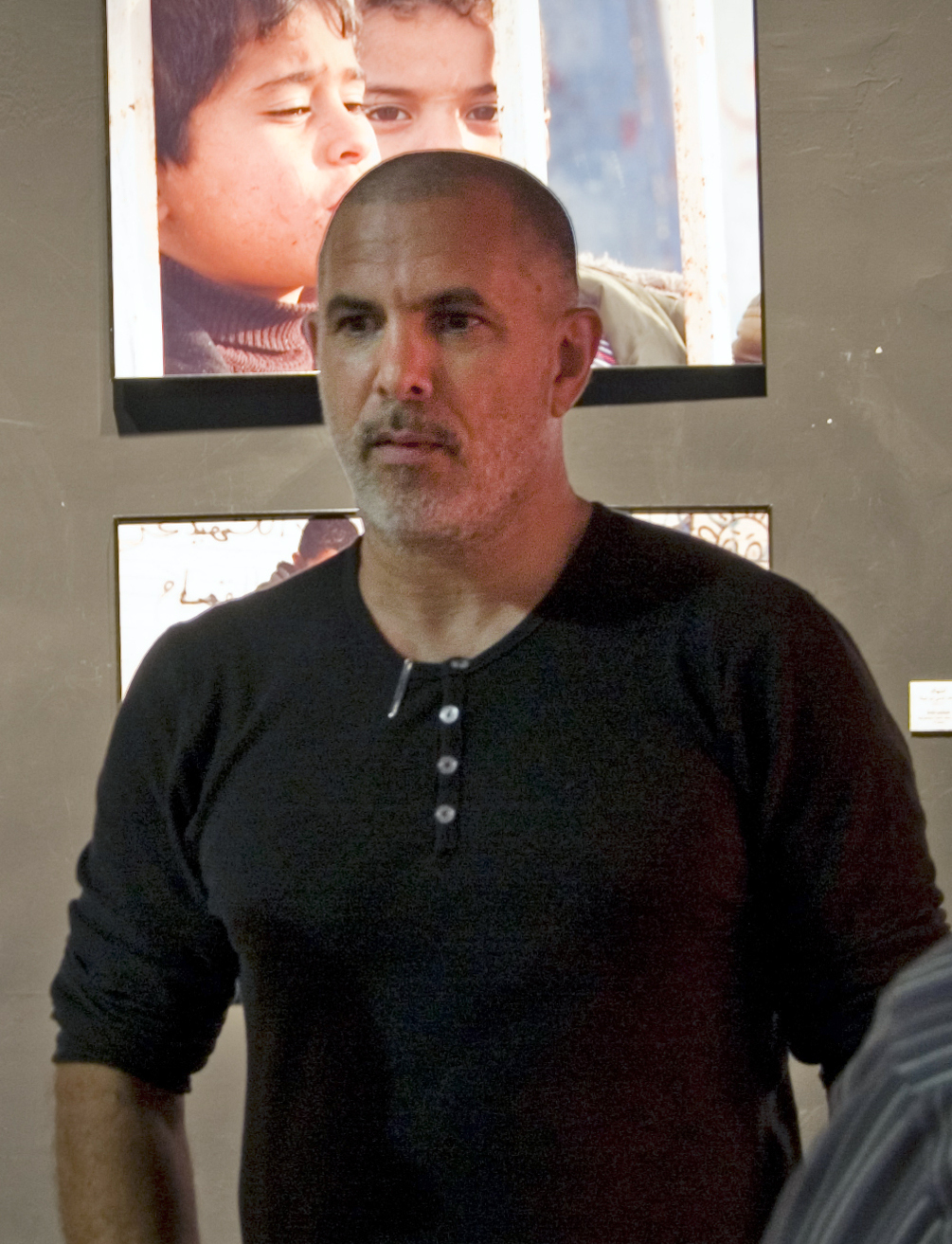

줄리아노 메르 카미스(히브리어: ג'וליאנו מר ח'מיס1958년 5월 15일 ~ 2011년 4월 4일)은 이스라엘의 배우, 영화감독이다. 1984년 영화 "The Little Drummer Girl"로 데뷔하였다.
나사렛 출신으로, 팔레스타인계 동방 정교회 집안에서 태어났다. 2011년 제닌에서 자신이 설립한 극장을 방문하던 도중 괴한들이 쏜 총에 맞아 사망했다.